# Carlos Henrique Raposo
Carlos Henrique Raposo, conosciuto come Kaiser (Rio Pardo, 2 aprile 1963), è un ex calciatore brasiliano, di ruolo attaccante.

## Biografia
Come tanti, fin da ragazzo, ha coltivato il sogno di diventare un calciatore professionista e, pur non avendo talento, è riuscito a firmare contratti con le maggiori squadre di calcio brasiliane grazie all'amicizia di alcuni campioni, senza però mettere mai realmente in mostra le proprie capacità calcistiche. In tredici anni di carriera da professionista è riuscito quasi sempre a trovare il modo di non scendere in campo.
Ciò che ha reso noto questo giocatore è stata l'abilità con la quale è riuscito a non giocare mai nessuna partita ufficiale, causa finti infortuni, pubalgie ed altri motivi di salute; perciò è stato definito più volte dalla stampa internazionale «il più grande truffatore della storia del calcio».
Era soprannominato "Kaiser", secondo alcuni per la somiglianza con Franz Beckenbauer, ma secondo il suo amico Luis Maerovitch nel documentario Kaiser, il più grande truffatore della storia del calcio fu ribattezzato così perché con il suo fisico grassoccio somigliava alla bottiglia della birra Kaiser.

## Carriera
Carlos Raposo 'Kaiser' ha iniziato la sua carriera nelle giovanili del Flamengo. Nel 1978, appena sedicenne, ha impressionato positivamente gli scout di Puebla durante una sessione di allenamento, ed ha firmato un triennale con il club messicano. È stato svincolato al termine delle tre stagioni senza mai esordire.
Nel 1983, ha ottenuto l'ingaggio col Botafogo, ma ha concluso il campionato senza convocazioni, a causa di un infortunio.
Dopo una annata interlocutoria lontano dai campi di gioco, è riuscito ad ottenere, grazie alla mediazione di un ex compagno di squadra delle giovanili, un biennale col Flamengo, annunciato dagli amici della stampa brasiliana come il «compagno d'attacco ideale per Bebeto». Ha concluso la stagione 1985-1986 senza presenze, ed è stato girato al club francese di Ajaccio dove, comunque, non è mai stato schierato in formazione. 

Acquistato dall’Ajaccio nel 1986, è stato accolto in Corsica con una cerimonia fuori misura per le sue reali doti calcistiche:
(Carlos Henrique Raposo)
Ritornato a Rio de Janeiro, ha incontrato Fábio José Egypto da Silva, neopresidente del Fluminense, per proporgli accordi commerciali con un'azienda francese. Ne ha ottenuto un ricco contratto con il Fluminense, che proprio nella stagione 1987-88 si è aggiudicata, per la seconda volta nella sua storia, la vittoria del campionato.
È stato acquistato dal Vasco De Gama nel 1989, per volontà del presidente, ma ha concluso la stagione senza la considerazione dell'allenatore. In questo club ha conosciuto Djalminha, diventato suo testimone di nozze nel 1992, anno in cui Carlos ha ufficializzato il suo ritiro dal calcio giocato, continuando, tuttavia, a livello dilettantistico con le stesse modalità che l'hanno reso famoso.
Al Bangu, in una importante gara di campionato, è stato obbligato a vestirsi per scendere in campo. In un'intervista del 2002 ad una radio brasiliana ha voluto ricordare quell'episodio:
Nel 2001 è stato inserito come contropartita tecnica in un nuovo affare di calciomercato ed ha ottenuto un ingaggio di 6 mesi col Camaquã, senza mai scendere in campo.

## Palmarès

### Giocatore
- Campionato Carioca: 1

Fluminense: 1987-1988
- Taça Guanabara: 1

Vasco da Gama: 1988

## Media
Nel 2018 lo scrittore Marco Patrone ha scritto un libro, raccontando la sua incredibile storia, dal titolo Kaiser.
Ad aprile 2019 è uscito il film Kaiser! Il più grande truffatore della storia del calcio, ispirato alla sua vicenda.